# Exit (banda)
eXIT es un grupo de música de Alicante, España. En la actualidad se encuentran preparando su segundo disco, que estará disponible a principios de 2013.

## Historia
El grupo alicantino eXIT tuvo su origen en Alicante, el verano del año 2002 bajo el nombre de UNO. Formado inicialmente por Manu Ortega (voz, piano y teclados), David Ortega (batería), Dr. Bófill (guitarra sensitiva) y Miguel Ángel, quien abandonaría el grupo con la posterior entrada de Pepe M. de los Santos (bajo) a finales de 2004, no fue hasta septiembre de 2010 cuando tuvo lugar la incorporación de Daniel Sáiz (guitarra) como nuevo guitarrista de la banda, quién hasta entonces había sido productor del grupo.
Durante años estuvieron tocando y presentando algunas de sus maquetas "See the rock evolution", "No Ice", "Sensitive Rock", hasta que en el año 2008, de la mano del conocido Alain Milhaud (productor de Los Bravos) logran firmar con Factoría Autor/Sello Autor para la edición del que sería su primer álbum discográfico, "Púrpura", publicado en abril del año 2009 y puesto a la venta en las principales tiendas del país e internet. El tema "Alas" fue escogido como primer single de los alicantinos, en un vídeo realizado por Gregorio Arroyo de Moana Producciones, quién más tarde se encargaría del videoclip de "Más allá de tu piel".
Durante todos estos años han llevado su música a numerosas ciudades del país como Madrid, Barcelona, Valencia, Murcia, Cartagena, Zaragoza, Málaga, Marbella... participando en festivales como el Low Cost Festival (Alicante, 2009), Festival Pop In Ritmo (Madrid, 2009), El Golfo Festival (Santa Pola, 2006), Festival de Bejúzar (Benejúzar, 2006]], II Festival música joven Campello (El Campello, 2006), compartiendo escenario con artistas de la talla de Juliette Lewis, Vetusta Morla, Nacho Vegas, Guaraná, Sidonie, Cycle, Second, Maga, La Habitación Roja, entre otros.
También han sido teloneros de artistas internacionales de la talla del argentino Coti (Petrer, 2005), los portugueses The Gift (Alicante, 2006), así como de artistas nacionales como La Quinta Estación (San Juan de Alicante, 2008), The Sunday Drivers (Santa Pola, 2008), Iván Ferreiro (San Vicent del Raspeig, 2009), Guaraná (El Campello, 2008), Second (Valencia, 2009), La Habitación Roja (San Vicent del Raspeig, 2007) y Lori Meyers (Alicante, 2009).

## Miembros
- Manu Ortega: voz, piano y teclados

- David Ortega: batería

- Daniel Sáiz: guitarra

- Pepe M. de los Santos: bajo

- Dr. Bófill: guitarra sensistiva

## Discografía

### Demos y maquetas
- UNO - "maqueta de 6 temas, 2002"
- Live at Stereo - "directo de 9 temas, 2003"
- See the rock evolution - "maqueta de 11 temas, 2004"
- No Ice - "maqueta de 6 temas, 2004"
- Sensitive Rock - "demo de 13 temas, producido por Daniel Sáiz (Estudio Sacramento),[19] 2006"
- Púrpura EP - "EP de 5 temas producido por el grupo y Raúl de Lara (Second), 2007"
- Demos agosto de 2007 - "demo de 11 temas, 2007"
- Disco promocional - "adelanto de su primer álbum "Púrpura". Editado por Factoría Autor/Sello Autor en 2008."

### Álbumes
- Púrpura, abril de 2009. Producido por Dani Sáiz, Raúl de Lara, Alain Milhaud y eXIT. Editado por Factoría Autor/Sello Autor.[20]
- Rarezas, diciembre de 2010. Producido por Dani Sáiz y eXIT. Autoproducido. Álbum abierto que recopila algunas de las caras-b del grupo.
- Atrapado en Insomnia, fecha de lanzamiento aproximada para principios de 2013. Producido por Dani Sáiz y eXIT. Autoproducido/Estudio Sacramento